# Tannheim (Germania)

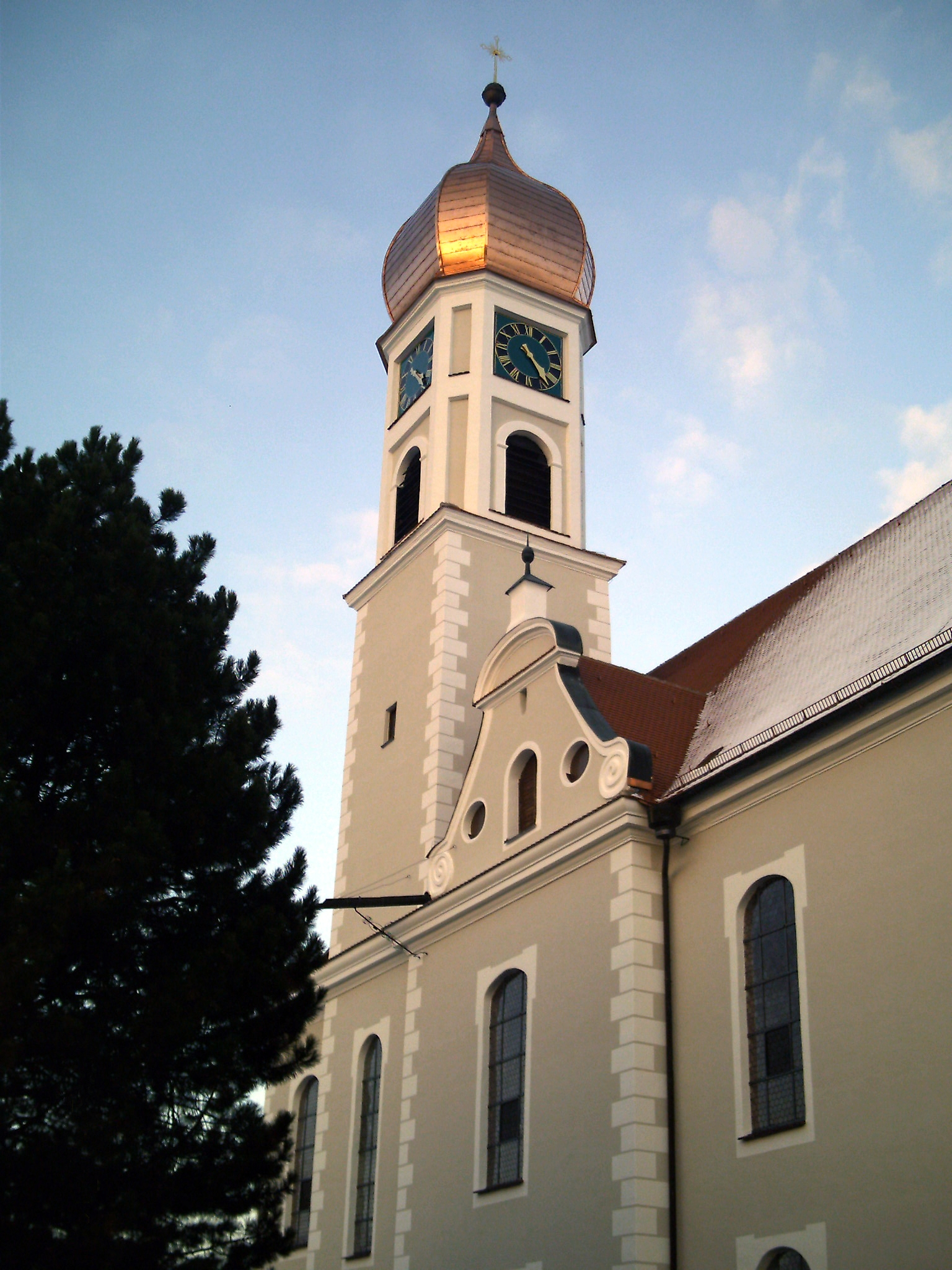
...

Tannheim è un comune tedesco di 2 520 abitanti situato nel land del Baden-Württemberg.